# Петроградский сейм
Петроградский сейм (лит. Rusijos lietuvių seimas Petrograde или лит. Visos Rusijos lietuvių seimas) — конференция литовских активистов в Петрограде,  состоявшейся 9–16 июня (27 мая–3 июня ст. ст.) 1917 года для обсуждения политического будущего Литвы. Ссылаясь на право самоопределения, делегаты обсудили, следует ли Литве добиваться автономии или полной независимости. Хотя Сейм не смог объединить литовских активистов, он помог выкристаллизовать идеи о независимости Литвы.
Февральская революция принесла политические свободы, и литовцы поспешили организовать свои политические партии. Необходимо было организовать авторитетный политический орган, который мог бы представлять всех литовцев и добиваться автономии или полной независимости от России. В феврале 1917 года представители пяти литовских партий учредили Совет литовского народа (Lietuvių tautos taryba). Для повышения его авторитета и признания совет созвал Петроградский сейм, в котором приняли участие 334 депутата. Между политическими правыми (Партией национального прогресса, Литовской христианско-демократической партией) и левыми (Народным союзом социалистов Литвы, Социал-демократической партией Литвы) были страстные разногласия как по процедурным вопросам, так и по фундаментальным вопросам. Левые выступали за автономию в составе России, правые — за полную независимость. Когда правые победили с небольшим перевесом голосов, социалисты в знак протеста отказались от участия.
Такой раскол литовского движения положил конец Совету литовского народа, и литовцы не смогли добиться какого-либо признания или признания от Временного правительства России до того, как оно было свергнуто Октябрьской революцией. Политическая инициатива была взята на себя литовцами в оккупированной немцами Литве, когда они организовали Вильнюсскую конференцию и избрали Совет Литвы в сентябре 1917 года.

## Совет литовского народа
Литва была оккупирована Германией, когда Российская императорская армия покинула территорию во время Великого отступления в сентябре 1915 года. Около 200 000 литовцев, включая активистов и интеллектуалов, были эвакуированы вглубь России. Царский режим ограничивал политическую деятельность, и у литовцев не было политического центра в Российской империи. После Февральской революции ограничения на политическую деятельность были сняты. В январе 1917 года на встрече московских литовцев и литовских депутатов Государственная дума России было поручено Стасису Шилингасу организовать авторитетный орган, который мог бы представлять всех литовцев и их политические устремления. 24 (11) февраля 1917 года представители пяти литовских партий собрались на так называемый Малый сейм Петрограда. Каждая партия прислала по десять представителей, десять других были независимыми, а ещё десять были гостями. Это были Социал-демократическая партия Литвы, Литовская христианско-демократическая партия, Демократическая лига национальной свободы (известная как Сантара лит. Demokratinė tautos laisvės santara или лит. Ūkininkų partija), Народный союз литовских социалистов  и Национальный союз литовских католиков ( лит. Lietuvių katalikų tautos sąjunga).
Собрание решило учредить Совет литовского народа (Lietuvių tautos taryba). Каждая партия должна была направить в совет по три представителя. Национальный союз литовских католиков не был признан партией, но Партия национального прогресса была признана. Совет избрал президиум из шести человек: председатель Стасис Шилингас, первый заместитель председателя Вацловас Бельскис, второй заместитель председателя Казимирас Реклайтис, секретарь Людас Норейка, второй секретарь Антанас Туменас, казначей Габриэлюс Люткявичюс. Совет занимал помещение по адресу Басков переулок № 9, Петроград. Он принял заявление о том, что Литва была отдельным этническим, культурным и политическим образованием, которому должна быть предоставлена автономия. Декларацию планировалось зачитать в Государственной Думе России, но она не была созвана повторно, и декларация так и не была обнародована.
Комитет организовал более 250 отделений, на попечении которых находилось более 100 000 перемещенных лиц. Было создано 254 школы, в том числе Воронежская гимназия для мальчиков им. Мартинаса Ичаса, Воронежская гимназия для девочек, Учительские курсе «Саулес» (впоследствии Учительский институт Мартинаса Ичаса), Тамбовская гимназия Жибури, Ярославская гимназия Мотеюса Густайчиса, Прогимназия Антанаса Пуренаса в Петрограде, и целая серия ремесленных школ. Только в Воронеже в школах обучалось более 1700 учащихся.
Совет снова собрался 26 (13) марта 1917 года и учредил Временный комитет по управлению Литвой в составе 12 членов (лит. Laikinasis Lietuvos valdymo komitetas). Для каждой из шести политических партий было зарезервировано по два места. Еще 12 мест были зарезервированы за национальными меньшинствами (шесть за белорусами, три за евреями, два за поляками и одно за русскими). Виленская и Ковенская губернии должны были организовать возвращение беженцев после окончания войны и тем самым способствовать экономическому восстановлению раздираемой войной Литвы, требовать выплаты военный репараций и готовить выборы в Учредительный Сейм Литвы. По сути, Временный комитет должен был стать зародышем литовского временного правительства. Этот план был представлен главе временного правительства России князю Георгию Львову, и опубликован в официальном издании «Законы». Петроградский Совет посетила делегация, которая выразила свою поддержку принципу самоопределения и пообещала поддержать дело Литвы. Еще одно заявление было представлено Федору Кокошкину, который организовывал Учредительное собрание России, но российские политики не ответили.

## Петроградский Сейм
| Партия                                       | мест |
| -------------------------------------------- | ---- |
| Народный союз социалистов Литвы              | 90   |
| Литовская христианско-демократическая партия | 41   |
| Социал-демократическая партия Литвы          | 39   |
| Национальный союз литовских католиков        | 32   |
| Демократическая лига национальной свободы    | 30   |
| Партия национального прогресса               | 20   |
| Независимые                                  | 51   |
| Всего                                        | 303  |

27 (14) марта 1917 года Совет литовского народа принял решение организовать Петроградский сейм, надеясь, что это повысит его авторитет и признание. Депутаты не назначались, а избирались на местных выборах, которые были организованы в 42 городах России, свободных от немецких войск. Депутатами могли быть избраны все литовцы старше 18 лет. Один депутат представлял 200 человек. Всего в Петроград прибыло 334 депутата, но только 320 были признаны надлежащим образом избранными. Среди избранных депутатов было двое большевиков, которые прочитали заявление и вышли из состава Сейма.
С самого начала между различными партиями возникли серьезные разногласия. Выборы президиума Сейма заняли два с половиной дня. В результате возникших разногласий "Народный союз литовских социалистов" покинул зал заседаний, и первый президиум был избран без его депутатов. Литовский солдатский союз (лит. Lietuvių karių sąjunga) – вмешался, распустил первый президиум и вернул социалистов. Второй президиум был избран из представителей пяти партий (но был исключён «Национальный союз литовских католиков»). Председателем избрали социалиста Вацловаса Бельскиса.
Последовали ещё более острые дискуссии. Депутаты не могли договориться о будущем Литвы — добиваться автономии в составе России или полной независимости? Полную независимость поддержали правые — "Партия национального прогресса" (Аугустинас Волдемарас, Мартинас Ичас) и христианские демократы (Миколас Крупавичюс, Юозас Вайлокайтис, Петрас Карвелис). Социалисты (Миколас Слежявичюс) и члены Демократической лиги национальной свободы (Петрас Леонас, Стасис Шилингас) поддержали автономию. Было подготовлено семь проектов резолюций, которые затем были объединены в два. В итоге резолюция, призывающая к полной независимости, победила с небольшим отрывом (140 голосов "за", 128 голосов "против" и четыре воздержавшихся). В резолюции прямо содержится призыв к независимости Литвы, организованной на демократических принципах, которые гарантировали бы равные права независимо от национальности, пола или религии. Другая резолюция получила 132 голоса "за". Она прямо не призывала ни к независимости, ни к автономии, оставив этот вопрос на усмотрение будущего Учредительного собрания, но подчеркивала право нации на самоопределение, планировалось обращение с петицией к России и другим демократическим политическим правительствам с целью добиться признания такого права. В обеих резолюциях было признано, что будущее Литвы не является внутренним вопросом России, а является вопросом международного права, который должен быть рассмотрен на будущей мирной конференции, где Литва должна быть полноценно представлена.
Социалисты отказались участвовать в голосовании и покинули Сейм. Они отдельно приняли свою резолюцию и представили ее Первому Всероссийскому съезду Советов рабочих и солдатских депутатов, созванному 16 июня 1917 года.

## Последствия и оценка
Из-за разногласий и невозможности принять общую резолюцию Совет литовского народа раскололся и оказался бесплодным. Его последнее заседание состоялось 29 июня [ст. ст.]. Однако, в сущности, обе стороны стремились к одному и тому же – к свободе для Литвы – и расходились лишь в том, какой образ действий был наиболее реалистичным и политически благоразумным. Позже социалисты утверждали, что они не выступали против независимости и что их позиция была просто тактикой, позволяющей действовать осторожно и оставлять открытыми варианты в неопределенные времена войны и революций. Тем не менее, попытки создать политический центр не увенчались успехом, и литовцы не смогли добиться никаких результатов.